# 山生虎耳草
山生虎耳草（学名：Saxifraga oresbia），为虎耳草科虎耳草属下的一个植物种。